# The Desert Rats (film)
The Desert Rats is een Amerikaanse film uit 1953 van Robert Wise met in de hoofdrollen Richard Burton en James Mason.
De film is losjes gebaseerd op het beleg van Tobroek (11 april-27 november 1941) tijdens de Tweede Wereldoorlog. De Australische 9e divisie werd acht maanden lang belegerd door het Duitse Afrikakorps onder leiding van generaal Erwin Rommel. Merkwaardig genoeg was de bijnaam van de Australiërs niet de 'Desert Rats' (woestijnratten) maar de 'Ratten van Tobroek'. 'Desert Rats' was de bijnaam van de Britse 7e pantserdivisie, die ook in de woestijn vochten tegen het Afrikakorps.
The Desert Rats werd snel gemaakt om te kunnen profiteren van het succes van Henry Hathaway's The Desert Fox: The Story of Rommel uit 1951, ook met James Mason als Rommel. The Desert Rats was net als zijn voorganger een succes in de bioscopen. De film werd genomineerd voor een Oscar voor beste originele scenario. In de Nederlandse en Belgische bioscopen werd de film onder de titel De woestijnratten uitgebracht.

## Verhaal
In april 1941 bevechten de Britten en de Duitsers elkaar in de woestijn van Noord-Afrika. Het Duitse Afrikakorps onder commando van Erwin Rommel heeft de Britten teruggedrongen naar Egypte en het Suezkanaal. Rommel wordt echter tegengehouden bij de havenstad Tobroek. De Duitsers omsingelen de stad en beginnen een beleg. De directe tegenstander van de Duitsers bij Toebroek is de Australische 9e infanteriedivisie. De divisie krijgt te horen dat ze het twee maanden moeten uithouden voordat ze ontzet kunnen worden. De troepen nemen hun posities in en de ervaren kapitein Tammy MacRoberts krijgt het bevel over een groep groentjes, die vers uit Australië de divisie komen versterken. 
Al snel wordt de kapitein gehaat door de nieuwe rekruten. Onder hen is ook een oudere man, die MacRoberts herkent als zijn oude leraar. De man is een alcoholist die heeft getekend terwijl hij zat was. Intussen vallen de Duitsers voortdurend aan en de groentjes krijgen hun vuurdoop. Onder dekking van een zandstorm overvallen Duitse eenheden de Australiërs in hun schuttersputjes. Kapitein Currie raakt zwaargewond en luitenant Carstairs verlaat zijn post in een vergeefse poging hem te helpen. De Australiërs weten de Duitsers met veel moeite terug te slaan en een woedende MacRoberts zweert dat Carstairs voor de krijgsraad zal worden gedaagd. Het is Bartlett die de kapitein weet te bedaren en hem over te halen het geval te laten rusten. 
Als de Duitsers hun artillerie naar voren brengen, verwacht de generaal van de negende divisie een zware aanval. MacRoberts krijgt de opdracht om de munitieopslagplaats te vernietigen. Met een groep mannen verdeeld over drie Italiaanse trucks weet MacRoberts het Duitse kamp binnen te dringen en de opslag op te blazen. Luitenant Carstairs sneuvelt en MacRoberts raakt gewond en krijgsgevangen. In het Duitse veldhospitaal ontmoet hij Rommel, die gewond is geraakt bij een Britse luchtaanval. Beide mannen hebben respect voor elkaar, al kan MacRoberts niet nalaten om te wijzen op het hardnekkige verzet van zijn divisie. 
Als de gevangenen worden afgevoerd in Duitse trucks, wordt de colonne aangevallen door Britse vliegtuigen. In de verwarring die ontstaat weten MacRoberts en sergeant Blue Smith te ontsnappen. Na een uitputtende wandeling door de woestijn komen de twee weer bij Tobroek bij hun eigen linies. Inmiddels is het november en de twee maanden standhouden zijn acht maanden geworden. Volgens de generaal van de Australiërs is de Britse generaal Claude Auchinleck in aantocht om Tobroek te ontzetten. Echter de aanval van de Britten kan alleen lukken als een bepaalde heuvel wordt bezet. Als dit niet lukt beheersen de Duitsers de weg die Auchinleck moet nemen. De compagnie van MacRoberts wordt naar de heuvel gestuurd met orders die bezet te houden tot Auchinleck arriveert, waarschijnlijk binnen drie dagen. De Duitsers zetten alles op alles om de Australiërs te verdrijven, maar de mannen houden vol. 
De dagen verstrijken en na negen dagen zijn de Australiërs aan het einde van hun latijn. MacRoberts wil zijn uitgeputte mannen terugtrekken, maar tot zijn verbazing weigeren ze. Zelfs Bartlett, de alcoholist en defaitist, meldt zich aan voor de gevaarlijkste klussen, zoals het bemannen van de vooruitgeschoven observatiepost. De Duitsers bombarderen de heuvel en het lijkt een kwestie van uren voordat de Australiërs zijn weggevaagd. Maar dan horen de mannen het geluid van doedelzakken, Auchinleck is gearriveerd.

## Rolverdeling
| Acteur           | Personage        |
| ---------------- | ---------------- |
| Richard Burton   | Tammy MacRoberts |
| James Mason      | Erwin Rommel     |
| Robert Newton    | Tom Barlett      |
| Robert Douglas   | Generaal         |
| Torin Thatcher   | Barney White     |
| Chips Rafferty   | Blue Smith       |
| Charles Tingwell | Harry Carstairs  |
| Charles Davis    | Pete             |
| Ben Wright       | Mick             |

## Achtergrond

### Historische betrouwbaarheid
Hoewel de film is gebaseerd op de slag rond Tobroek en de belegering van de stad door het Duitse Afrikakorps, wordt nogal los met de feiten omgesprongen en hier en daar worden zelfs grove fouten gemaakt.
Allereerst is de titel van de film al fout. "The Desert Rats" was de bijnaam van the Britse 7th Armoured Division, de lievelingsdivisie van generaal (later veldmaarschalk) Montgomery. De Australische 9e infanteriedivisie kreeg na het beleg bij Tobroek de bijnaam "The Rats of Tobruk" (de ratten van Tobroek). Die naam komt van de Duitse propaganda. In Duitse nieuwsuitzendingen tijdens het beleg werd gezegd dat de infanteristen van de Australische divisie als 'ratten in de val' zaten. Later namen de Australiërs met enige trots de geuzennaam 'Ratten van Tobroek' aan. De negende divisie had alle reden trots te zijn. Onder het commando van generaal Leslie Morshead hielden de 'aussies' het negen maanden uit tegen de overweldigende meerderheid van Rommels troepen. In de film wordt Morsheads naam overigens niet genoemd. Robert Douglas speelt een personage dat slechts wordt aangeduid als 'de generaal', hoewel het duidelijk om Morshead gaat.
Maar de film heeft meer fouten. Erwin Rommel, de opperbevelhebber van het Duitse legerkorps in Afrika, wordt aangeduid met de rang van veldmaarschalk. Rommel was in 1941 tijdens het beleg van Tobroek nog een generaal. Hij werd pas in 1942 bevorderd tot veldmaarschalk.
Een ander anachronisme is het gebruik van 'Churchilltanks'. De 'Churchill' kwam pas in actie op 19 augustus 1942 bij de Raid op Dieppe, Frankrijk, een jaar na het beleg van Tobroek. Een aantal Britse vliegtuigen dat is te zien is voorzien van drie witte strepen. Dat was een identificatiekenmerk dat voor het eerst werd gebruikt op D-day, 6 juni 1944 en dat alleen in Europa. Ook is een Grumman Avenger te zien. Dit Amerikaanse toestel werd pas in juni 1942 ingezet en alleen in de Pacific. De Duitse soldaten van het Afrikakorps zijn in de film voorzien van Amerikaanse en Britse machinegeweren in plaats van de Duitse wapens. Dit is op zich mogelijk, soms maakte men gebruik van buitgemaakte wapens. Maar erg logisch is het toch niet, zeker niet op een dergelijke grote schaal.
De film wijkt verder af van historische data, en plaatst feiten in een andere volgorde. De bedoeling was dat generaal Claude Auchinleck op zou treden als adviseur. Auchinleck was opperbevelhebber van de Britse troepen in het Midden-Oosten en Noord-Afrika in 1941 geweest. Er is echter geen zekerheid dat hij inderdaad adviezen heeft gegeven.

### Productie
De film werd opgenomen in Californië in de omgeving van Borrego Springs, Palm Springs en San Diego. Aanvankelijk zou Henry Hathaway de film regisseren, maar Robert Wise ging met de regie strijken.